# 赛德普尔
赛德普尔（Saidpur），是印度北方邦Budaun县的一个城镇。总人口13717（2001年）。

## 人口
该地2001年总人口13717人，其中男性7143人，女性6574人；0—6岁人口2505人，其中男1291人，女1214人；识字率40.16%，其中男性为46.48%，女性为33.30%。